# 吉田正記念オーケストラ
吉田正記念オーケストラ（よしだただしきねんオーケストラ）は、日本のオーケストラ。

## 概要
吉田正が作曲した数多くの歌謡曲による音楽文化を継承するために2001年に結成された。初代の主宰、代表は吉田正の夫人である吉田喜代子が勤めた。
クラシックでも軽音楽でもない第3の音楽として吉田正交響組曲を確立し、「プロのムードオーケストラ」となることを設立理念とすることが公式サイトのプロフィールページで謳われている。『吉田正交響組曲《東京シンフォニー》』を企画、演奏し、2008年には日本レコード大賞企画賞を受賞している。

## 賞歴
- 2006年 第48回日本レコード大賞企画賞 『吉田正 タンゴアルバムⅡ』 指揮：大沢可直、演奏：吉田正記念オーケストラ
- 2008年 第50回日本レコード大賞企画賞 『吉田正交響組曲《東京シンフォニー第1番〜第7番》』

## ディスコグラフィー
JVCケンウッド・ビクターエンタテインメント
- 『吉田正 タンゴアルバム』Ⅰ〜Ⅶ
- 『吉田正交響組曲 東京シンフォニー』第1番〜第7番